# Ingram (Franke)
Ingram war ein fränkischer Graf des späten 8. Jahrhunderts. Er ist vor allem bekannt als Vater der Kaiserin Irmingard von Hespengau, der ersten Ehefrau Ludwigs des Frommen.
Über sein Leben ist nicht viel bekannt, mehr über seine Herkunft. Ingram stammt aus einem hochadligen Geschlecht aus dem Haspengau bei Lüttich. Er war ein Neffe von Chrodegang, Bischof von Metz (* um 715; † 766) und somit ein Enkel von Chrodegangs Eltern Sigramn und Landrada. Landrada wiederum wird als Schwester des Robertiners Cancor, 745/778 bezeugt; † nach 782, und damit als Tochter von Robert I., 722/757 bezeugt; † vor 764, gesehen.
Allerdings erzeugt diese Filiation chronologische Probleme:
- Irmingard (* 775/780; † 818), deren Vater war
- Ingram, dessen Onkel war
- Chrodegang (* um 715; † 766), dessen Eltern waren
- Sigramn und Landrada, deren Vater
- Robert (* 722/757 bezeugt; † vor 764) der  eher der Generation Chrodegangs zuzuordnen ist und somit schlecht dessen Großvater sein kann.

Schwennicke schlägt alternativ eine zweite Filiation vor, bei der Robert durch dessen Großvater Chrodobertus (Robert) ersetzt wird, der von 653 bis 678 bezeugt, in diesem Jahr 678 allerdings bereits Witwer ist. Sofern nicht eine zweite Ehe postuliert wird, wäre Landrada damit bei der Geburt Chrodegangs um die 40 Jahre oder älter gewesen, was wiederum aus biologischen Gründen zweifelhaft erscheint.